# اوربن کافی
اوربن کافی (فرانسوی: Urbain Caffi‎; ۱۰ ژانویهٔ ۱۹۱۷ – ۱۶ مارس ۱۹۹۱) دوچرخه‌سوار اهل فرانسه بود.